# Waziristan du Nord
Le Waziristan du Nord (en anglais North Waziristan, en ourdou : شمالی وزیرستان) est un district de la province de Khyber Pakhtunkhwa au Pakistan. Il fait partie de la région du Waziristan, le Waziristan du Sud formant l'autre subdivision de cette région. Sa capitale est Miranshah.
Avant 2018, le Waziristan du Nord était une agence des régions tribales avant que ces dernières ne fusionnent avec Khyber Pakhtunkhwa. La population essentiellement constituée de tribus pachtounes compte près de 700 000 habitants en 2023. La zone est quasiment exclusivement rurale et peu développée.
La région est frontalière avec l'Afghanistan. Elle abrite ainsi divers groupes talibans afghans et pakistanais ainsi que des membres d'Al-Qaïda. Cette région est souvent considérée comme le plus important fief de nombreux groupes armés, tel le réseau Haqqani. Le Waziristan du Nord est l'objet de nombreuses polémiques concernant la lutte contre le terrorisme, alors que l'armée pakistanaise a longtemps refusé de mener une vaste offensive dans cette région, au contraire du reste des régions tribales.

## Histoire

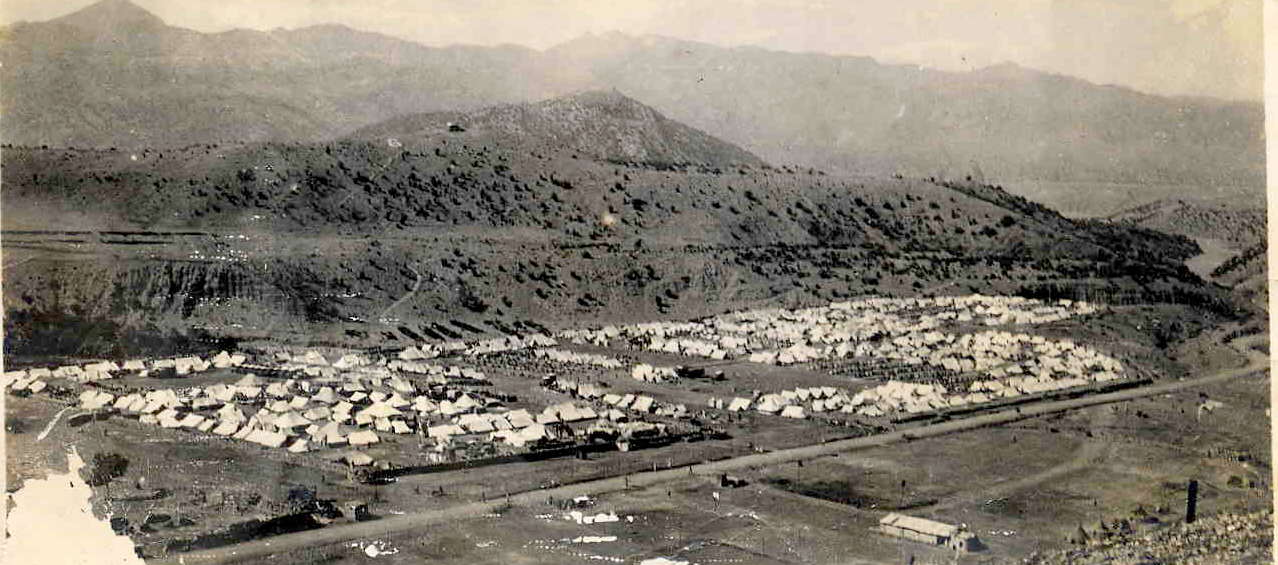
Un camp militaire britannique près de Razmak dans le Waziristan du Nord, en 1938.

Le Waziristan a été sous la domination de plusieurs puissances au cours de l'histoire, notamment l'Empire timouride puis l'Empire moghol. Assimilé en 1858 au Raj britannique, Waziristan est une région tribale particulièrement stratégique de par sa frontière avec l'Afghanistan, notamment dans le cadre des guerres anglo-afghanes. Le Waziristan du Nord est créé sous la forme d'une agence des régions tribales en 1910.
La zone est rebelle vis-à-vis du pouvoir colonial, et les Britanniques mènent une campagne militaire en 1919-1920 pour mettre fin à la révolte. En 1947, le Waziristan est intégré au Pakistan à la suite de la partition des Indes.
À l'instar du reste des régions tribales, le Waziristan du Nord est difficilement contrôlé par le pouvoir pakistanais et nourrit un sentiment de défiance envers les autorités. Le régime juridique en place laisse d'un côté une autonomie aux assemblées tribales qui dominent la région, mais les habitants sont privés de nombreux droits dont bénéficient les autres Pakistanais et la zone est directement administrée par le pouvoir central.
Ce régime juridique est officiellement aboli en mai 2018 et le Waziristan du Nord est intégré à la province voisine de Khyber Pakhtunkhwa, devenant ainsi un district. Cette décision longtemps demandée par la population est saluée alors que les habitants espèrent le développement de la région et l'accès à des services publics de base.

## Démographie

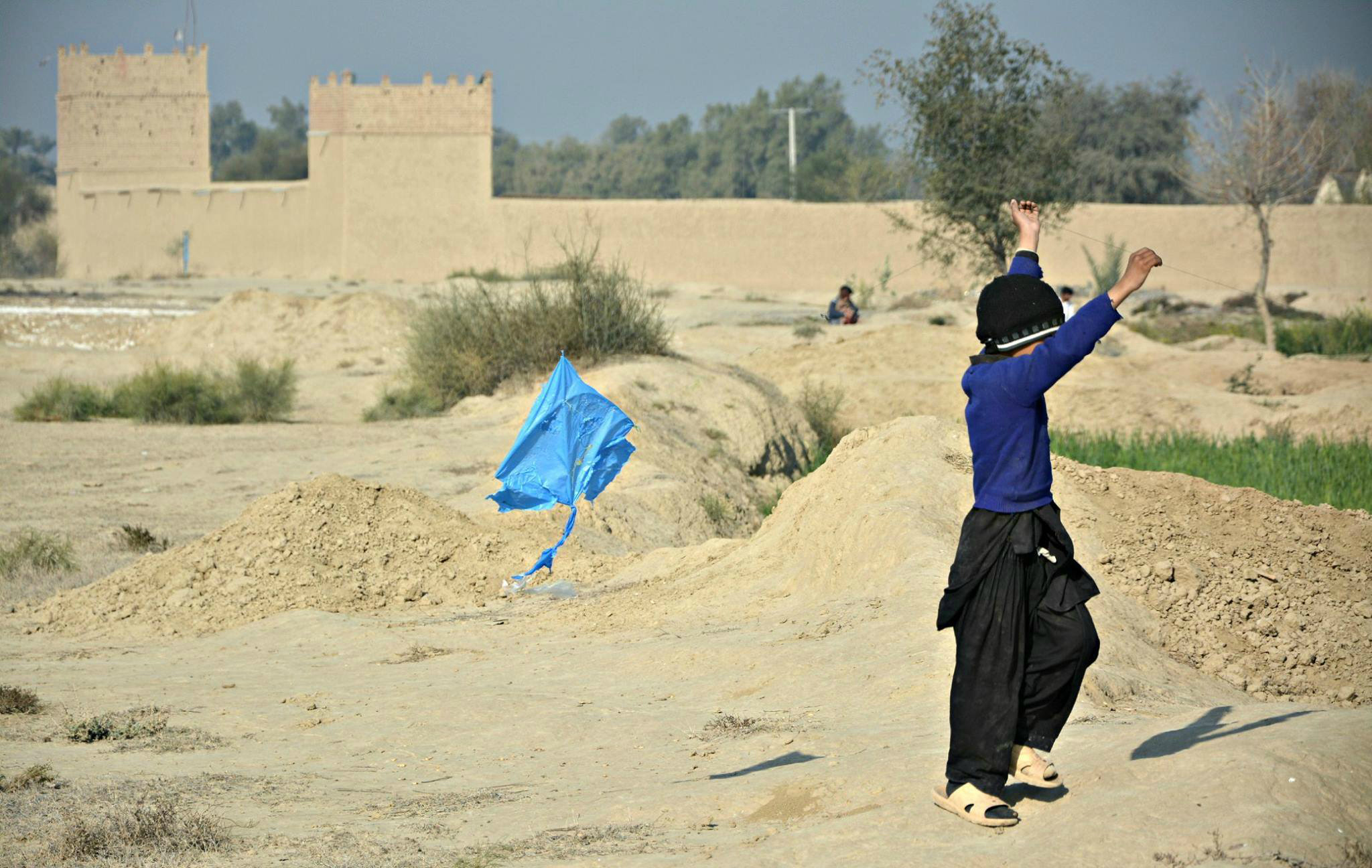
Garçon du Waziristan.

Lors du recensement de 1998, la population de l'agence a été évaluée à 361 246 personnes, dont moins de 2 % d'urbains. Le recensement suivant mené en 2017 pointe une population de 543 254 habitants, soit une croissance annuelle de 2,2 %, légèrement inférieure aux moyennes provinciale et nationale de 2,9 % et 2,4 % respectivement. En 2023, la population atteint 693 332 habitants, soit une importante hausse de la croissance démographique, à 4,3 % par an.
Selon le recensement de 2023, l'alphabétisation s'établit à 33 % des habitants, largement inférieur à la moyenne de la province de 51 %, dont 47 % pour les hommes et 18 % pour les femmes. Signe de la vitalité démographique du district, 19,2 % de la population est âgée de moins de cinq ans, contre 15,6 % pour la province et 15,2 % pour le pays.
La population du district est majoritairement d'ethnie pachtoune et la langue la plus parlée est le pachto, à hauteur de 99,7 % des habitants, comme pour la plupart de la province. On compte également une toute petite minorité parlant ourdou (720 locuteurs). La population se rassemble en tribus, dont la plus importante a donné son nom à la région : les Wazirs.
Plus de 99 % de la population est musulmane, mais on trouve de petites minorités, dont 2 009 chrétiens et 96 hindous selon le recensement de 2023.

## Insurrection talibane

### Bastion taliban et bombardements américains
Le Waziristan du Nord abrite diverses organisations islamistes armées qui se servent de cette zone comme base arrière pour organiser des attaques et attentats en Afghanistan, mais aussi au Pakistan. La région est réputée pour abriter d'importants mouvement talibans afghans, notamment le réseau Haqqani. Cependant, la région abriterait ainsi beaucoup de talibans pakistanais (notamment du TTP), surtout depuis les opérations militaires menées dans le Waziristan du Sud.
Dans le cadre de ses attaques aériennes au Pakistan qui s'inscrivent dans le contexte de la guerre d'Afghanistan, les États-Unis bombardent régulièrement certaines zones des régions tribales, et surtout le Waziristan du Nord. Ces frappes ont lieu alors que le Pakistan et les États-Unis sont des pays alliés. Le gouvernement pakistanais aurait ainsi, à un certain moment, accepté que ces frappes aient lieu, mais les dénonce officiellement.

### Stratégie attentiste des autorités

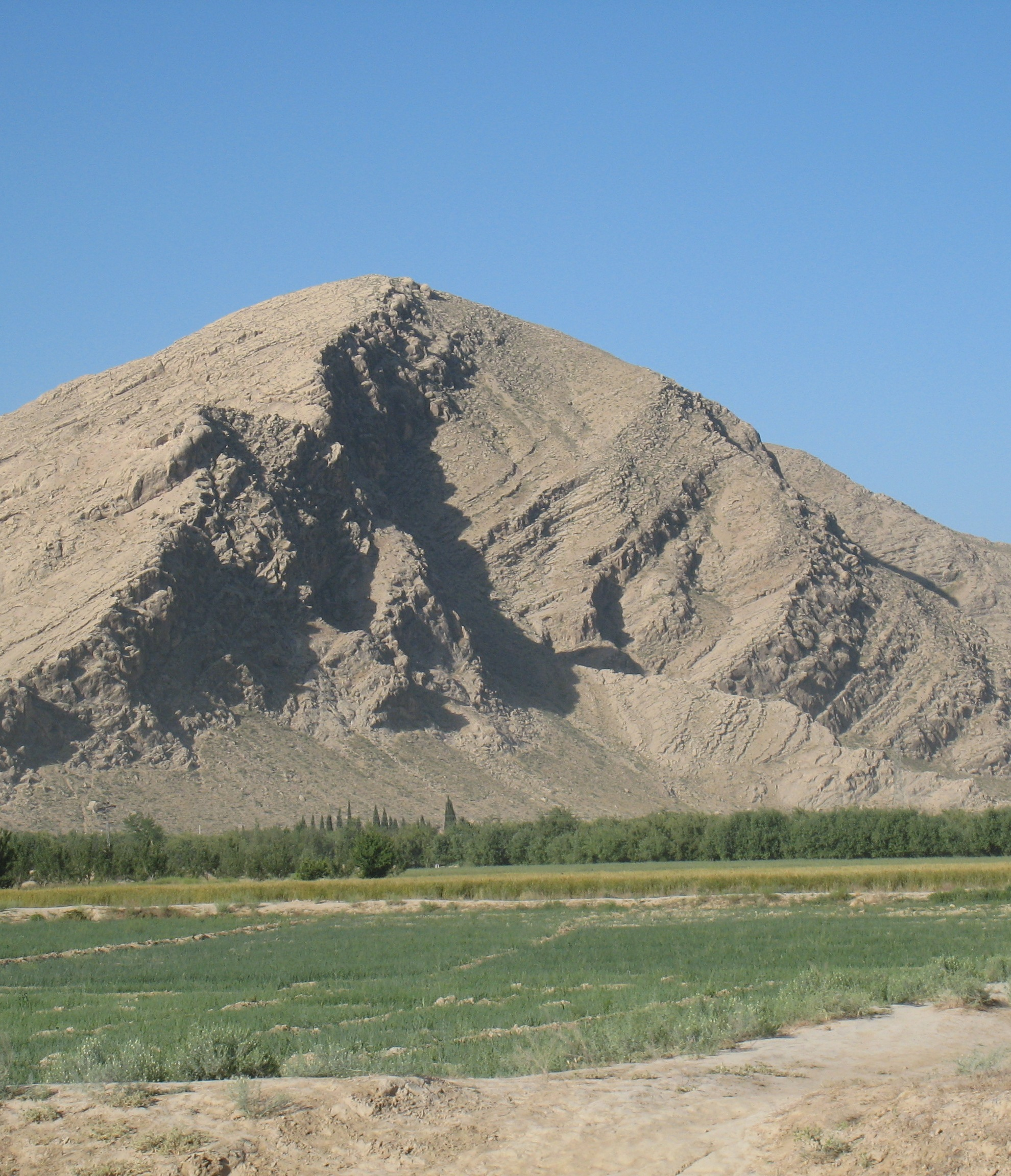
Une montagne du Waziristan.

Les États-Unis font souvent pression sur le Pakistan pour qu'il lance une offensive dans la région. Jusqu'en 2014, le gouvernement pakistanais et l'armée s'y refusent alors que des opérations militaires sont menées contre des talibans pakistanais dans toutes les autres subdivisons des régions tribales dans le cadre de l'insurrection islamiste.
Malgré l'absence d'offensive, de nombreux soldats de l'armée pakistanaise sont postés au Waziristan du Nord, mais ils sont en nombre insuffisant pour mener des opérations militaires d'envergure afin de reprendre la région aux groupes qui l'occupent. Toutefois, des combats frappent régulièrement la zone, la plupart du temps quand des talibans attaquent des points de contrôle tenus par l'armée.
La position officielle des autorités est que l'armée pakistanaise n'a pas les moyens pour mener une telle offensive du fait des déploiements importants dans les autres régions tribales, et que l'offensive au Waziristan du Nord sera menée lorsque le reste des régions tribales sera stabilisé et contrôlé.

### Opérations militaires
Le 15 juin 2014, l'armée pakistanaise lance l'opération Zarb-e-Azb qui vise divers groupes insurgés au Waziristan du Nord. L'opération est présentée comme une réponse à l'attaque de l'aéroport international Jinnah survenue une semaine plus tôt. Près de 30 000 soldats sont mobilisés et les combats qui durent près de deux ans font des centaines de morts. En avril 2016, le chef de l'armée Raheel Sharif annonce le succès de l'opération et la fin de l'offensive, qui va se transformer en opérations de « recherches et de nettoyage ».

## Administration

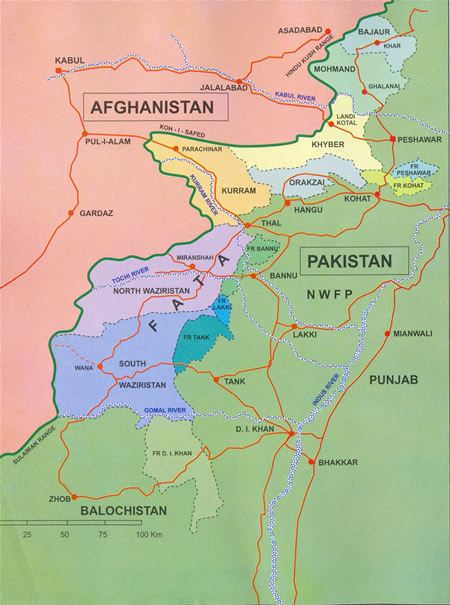
Carte des régions tribales.

Le district est divisé en neuf tehsils ainsi que 81 Union Councils.
| Tehsil      | Population (rec. 2023) |
| ----------- | ---------------------- |
| Datta Khel  | 92 196                 |
| Dossali     | 50 524                 |
| Gharyum     | 18 931                 |
| Ghulam Khan | 31 015                 |
| Mir Ali     | 229 647                |
| Miranshah   | 123 317                |
| Razmak      | 49 367                 |
| Shewa       | 44 126                 |
| Spinwam     | 54 209                 |

Selon le recensement de 2023, le Waziristan du Nord ne compte qu'une seule ville, la capitale Miranshah qui rassemble donc la totalité de la population urbaine.
| Ville     | Population (rec. 2023) |
| --------- | ---------------------- |
| Miranshah | 4 131                  |

## Économie

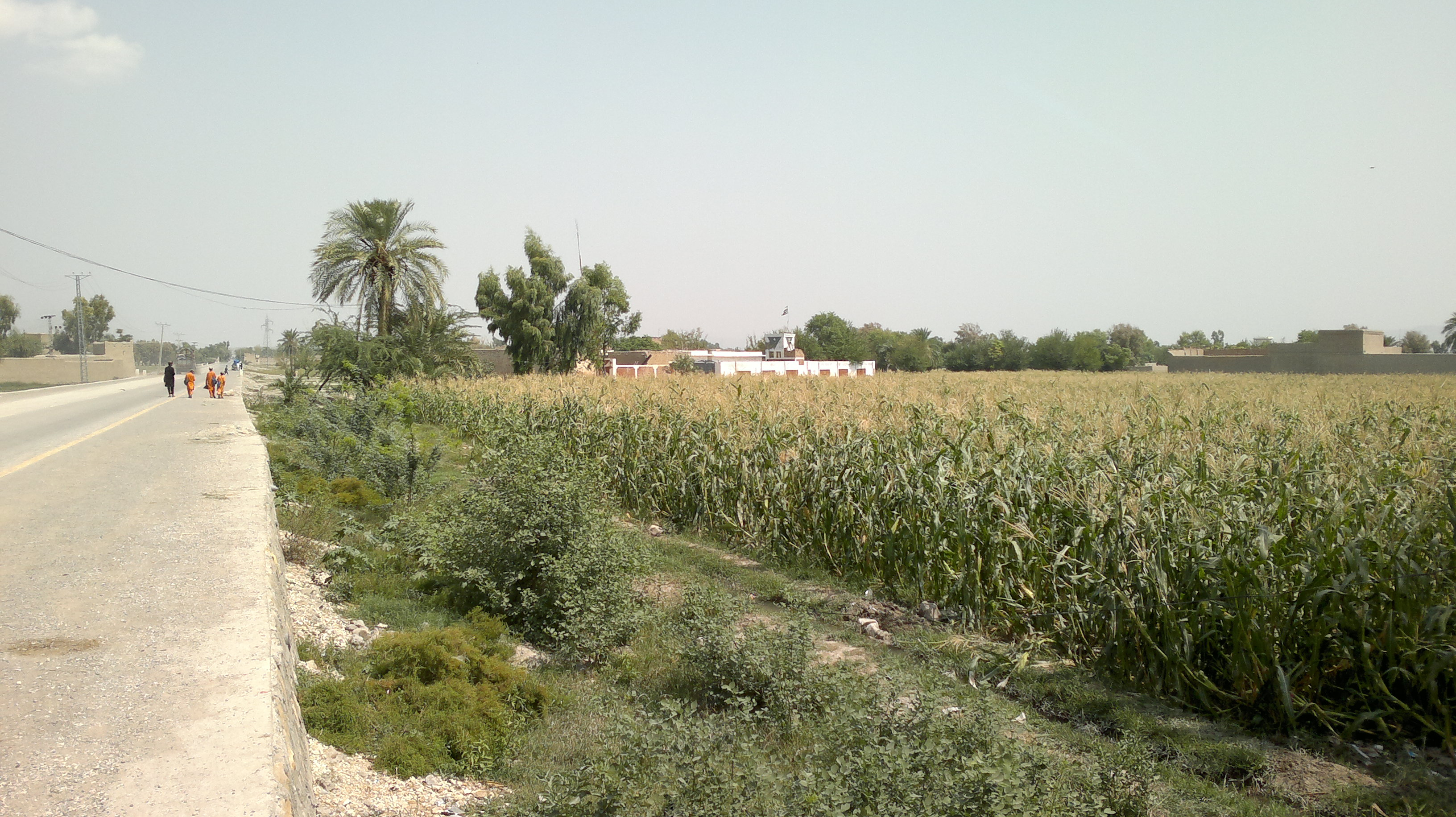
Terres cultivées près de Mir Ali.

Le Waziristan du Nord est pauvre, très reculé, peu doté en infrastructures et services publics. La population souffre notamment de malnutrition, de maladies et de manque d'accès à l'eau. Le principal moyen de subsistance des habitants est l'agriculture et l’élevage alors que les paysans disposent surtout de petites surfaces, souvent inférieures à deux hectares.
À la suite de l'intégration du Waziristan du Nord à la province de Khyber Pakhtunkhwa en 2018, la population espère une hausse des investissements publics. En 2019, le gouvernement annonce un plan de dix ans pour développer les infrastructures, notamment dans le but de permettre un accès au réseau téléphonique.

## Politique
À la suite de la réforme électorale de 2018, le district est représenté par la circonscription no 48 à l'Assemblée nationale. Quand il était intégré aux régions tribales avant 2018, les candidats aux élections étaient interdits de se présenter sous l'étiquette d'un parti politique sous l'effet du régime dérogatoire au droit commun alors en vigueur.
Lors des élections législatives de 2018, le district ne compte pas encore de circonscription à l'Assemblée provinciale de Khyber Pakhtunkhwa, malgré son intégration récente à cette dernière province. À cette occasion, un candidat indépendant par ailleurs membre du mouvement Pashtun Tahafuz remporte le siège en jeu lors de ce scrutin alors que la participation est très faible.
| Parti                                      | Voix   | %       | Élus nationaux |
| ------------------------------------------ | ------ | ------- | -------------- |
| Muttahida Majlis-e-Amal                    | 15 363 | 24,22 % | 0              |
| Mouvement du Pakistan pour la justice      | 10 422 | 16,43 % | 0              |
| Autres partis                              | 5 861  | 9,24 %  | 0              |
| Indépendants                               | 31 798 | 50,12 % | 1              |
| Total exprimés (participation : 23,32 %)   | 63 444 | 100 %   | 1              |
| Source : Commission électorale du Pakistan |        |         |                |